# إيلين ويليامز
إيلين ويليامز (بالإنجليزية: Aileen Williams)‏‏ (1924 في تورونتو - 31 أغسطس 2015 في ميسيساغا) ناشِطة من كندا.